# Войтенко Стефан Юхимович
Стефан Юхимович Войтенко  (нар. 26 липня 1909 — 21 квітня 1992) — радянський військовий льотчик. Герой Радянського Союзу (1944), у роки німецько-радянської війни помічник командира 6-го гвардійського винищувального авіаційного полку 11-ї гвардійської штурмової авіаційної дивізії Військово-повітряних сил Чорноморського флоту, гвардії майор.

## Біографія
Народився 26 липня 1909 року в місті Єкатеринодар (нині - Краснодар) в сім'ї робітника. Закінчив початкову школу в селі Великі Будища нині Диканського району Полтавської області. Працював трактористом.
У 1931 році був призваний до лав Червоної Армії. У 1934 році закінчив Єйську школу морських льотчиків. Працював там же інструктором-пілотом. Брав участь у радянсько-фінської війни 1939-1940 років. Воював у складі 13-й окремій винищувальної авіаційної ескадрильї, у повітряних боях знищив один літак супротивника.
У боях німецько-радянської війни з 1941 року. Був заступником командира ескадрильї 8-го винищувального авіаційного полку Військово-повітряних сил Чорноморського флоту, брав участь у обороні Одеси.
До червня 1944 помічник командира гвардійського винищувального авіаційного полку гвардії майор Войтенко здійснив 241 бойовий виліт, провів 45 повітряних боїв і особисто збив 12 літаків супротивника. Штурмовими ударами він знищив 1 танк, 20 автомашин, 2 зенітні батареї і багато іншої техніки ворога. 
Указом Президії Верховної Ради СРСР від 5 листопада 1944 року за мужність і героїзм, проявлені в повітряних боях з німецько-фашистськими загарбниками в небі Кубані та Криму гвардії майору Войтенко Стефану Юхимовичу присвоєно звання Героя Радянського Союзу з врученням ордена Леніна і медалі «Золота Зірка» (№ 3800).
З 1947 року майор Войтенко Стефан Юхимович – в запасі.
Жив в Адлері (в межах міста Сочі Краснодарського краю)

## Пам'ять
Ім'я Стефана Войтенка носить школа в селі Великі Будища Полтавської області.